# Venetia Ostrów Wielkopolski
Venetia Ostrów Wielkopolski pełna nazwa Gimnasial Fussball-Club Venetia Ostrowo – polski klub sportowy w Ostrowie Wielkopolskim. Rozwiązany w 1915 roku.

## Charakterystyka
Założony w 1908 roku, z inicjatywy uczniów ostrowskiego gimnazjum. Większość założycieli wywodziła się z Towarzystwa Tomasza Zana, dla których nadrzędnym celem była walka o wolność. Głównym inicjatorem założenia klubu był Wacław Konarski, a wśród założycieli wymienia się jeszcze Tadeusza Grafsteina, Brykczyńskiego, Mikołajczyka, Ertela, Góreckiego, Chylewskiego, Scheitza i Glabisza. Venetia powstała jako pierwszy, czysto polski klub piłkarski w zaborze pruskim. Od samego też początku była „solą w oku” Niemców, których szokowały jej sukcesy sportowe. Już w 1908 roku, piłkarze Venetii zremisowali z miejscowym, niemieckim Ostrower FC 1:1 i pokonali Turn-Verein 3:0. W latach 1910–1913 piłkarze Venetii nie przegrali żadnego z 12 spotkań.
Władze pruskie rozwiązały ten polski klub w listopadzie 1915 roku. GKS Venetia została reaktywowana dopiero 21 kwietnia 1921 roku. Kontynuatorem Venetii jest klub sportowy działający przy Liceum Ogólnokształcącym w Ostrowie